# Zameioscirpus gaimardioides
Zameioscirpus gaimardioides là loài thực vật có hoa trong họ Cói. Loài này được (É.Desv.) Dhooge & Goetgh. mô tả khoa học đầu tiên năm 2003.